# Bergtjärnen (Sorsele socken, Lappland, 729448-155166)
Bergtjärnen är en sjö i Sorsele kommun i Lappland och ingår i Umeälvens huvudavrinningsområde. Sjön har en area på 0,259 kvadratkilometer och ligger 533,3 meter över havet.

## Delavrinningsområde
Bergtjärnen ingår i det delavrinningsområde (729498-155151) som SMHI kallar för Utloppet av Bergtjärnen. Medelhöjden är 547 meter över havet och ytan är 1,13 kvadratkilometer. Det finns inga avrinningsområden uppströms utan avrinningsområdet är högsta punkten. Vattendraget som avvattnar avrinningsområdet har biflödesordning 4, vilket innebär att vattnet flödar genom totalt 4 vattendrag innan det når havet efter 360 kilometer. Avrinningsområdet består mestadels av skog (77 procent). Avrinningsområdet har 0,26 kvadratkilometer vattenytor vilket ger det en sjöprocent på 22,8 procent.